# هاري إل. هانسن
هاري إل. هانسن (بالإنجليزية: Harry L. Hansen)‏ هو مدرس أمريكي، ولد في 21 أكتوبر 1911، وتوفي في 3 أغسطس 1992.